# Reticulidia suzanneae
Reticulidia suzanneae is een slakkensoort uit de familie van de Phyllidiidae. De wetenschappelijke naam van de soort is voor het eerst geldig gepubliceerd in 2002 door Valdés & Behrens.